# Manyinga (Sambia)
Manyinga ist eine Kleinstadt an der Mündung des Flusses Manyinga in den Kabompo, einen linken Nebenfluss des Sambesi. Sie bildet sich aus den Stadtteilen Manyinga und Loloma und liegt in der Nordwestprovinz von Sambia. Manyinga befindet sich auf etwa 1110 Metern Höhe und hat 19.317 Einwohner (2022). Sie ist Sitz der Verwaltung des gleichnamigen Distrikts.

## Infrastruktur
Manyinga hat eine Flugpiste. Die Stadt liegt am Abzweig der Straße nach  Mwinilunga von der Fernstraße M8.